# چوب سرخ
چوب سرخ. [ س ُ ] (اِخ) دهی است، از دهستان تل بزان شهرستان مسجدسلیمان شهر اهواز در استان خوزستان، که در ۱۹ هزار گزی جنوب خاوری مسجد سلیمان سر راه شوسه ٔشرکت نفت واقع است.
آب و هوای آن، کوهستانی و گرمسیر است. ۲۰۰ تن سکنه دارد. از لولهٔ شرکت نفت و رود کارون مشروب می‌شود.
از محصولاتش غلات و لبنیات است.
اهالی بیشتر کارگر شرکت نفت اند و زراعت و گله داری می‌کنند.
راهش اتومبیل رو است و چاه نفت دارد.
ساکنینش از طایفه ٔشهنی، از شاخه هفت لنگ ایل بختیاری اند.